# Marta Kubišová

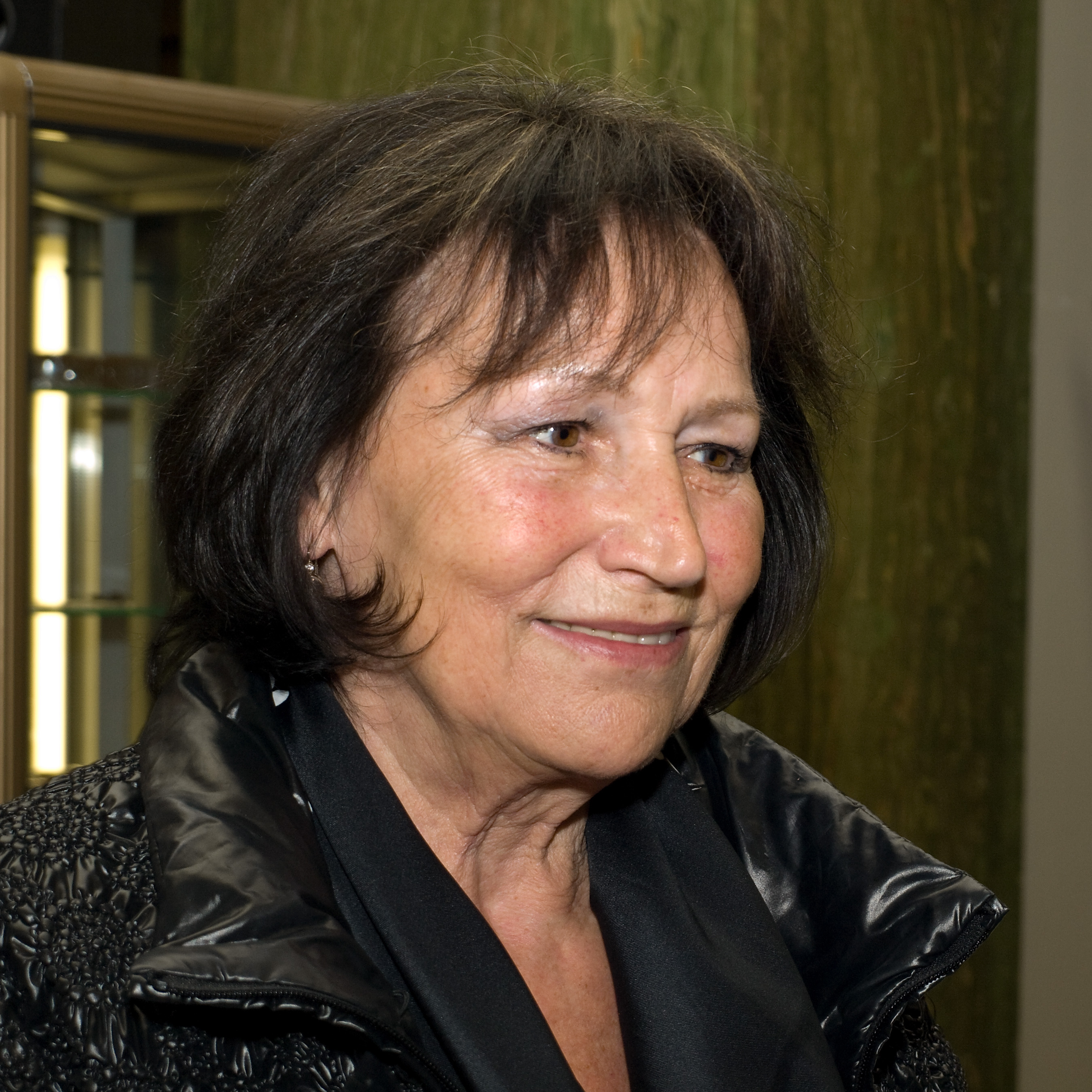
Marta Kubišová (2010)

Marta Kubišová (* 1. November 1942 in Böhmisch Budweis (heute České Budějovice)) ist eine tschechische Sängerin. Ihr Lied Modlitba pro Martu („Ein Gebet für Marta“) wurde zum Symbol des Widerstandes in der Zeit nach dem am 21. August 1968 erfolgten Einmarsch von Truppen des Warschauer Paktes in die ČSSR zur Niederschlagung des Prager Frühlings.

## Leben und Wirken
Kubišová hat etwa 200 Lieder und eine LP Songy a Balady (1969) aufgenommen. Im Jahr 1970 wurde sie beschuldigt, pornografische Aufnahmen gemacht zu haben. Dies diente als Vorwand, um sie aus dem öffentlichen Leben zu verbannen.
Sie musste sich fortan als Hilfsarbeiterin und später als Schreibkraft in einem Baubetrieb durchschlagen.
Kubišová hat die Charta 77 als eine der ersten unterschrieben. Von 21. September 1977 bis zum 6. November 1978 war sie der dritte Sprecher (tschechisch mluvčí) der Charta.
Erst im Zuge der Samtenen Revolution 1989 rehabilitiert, ist sie heute fester Bestandteil des kulturellen Lebens in Tschechien und gilt als Symbol für Mut und Entschlossenheit, weil sie sich 20 Jahre lang einem totalitären Regime widersetzte.
1999 wurde der Asteroid (6700) Kubišová nach ihr benannt. Seit 2012 ist sie Mitglied der Französischen Ehrenlegion.

## Diskografie
- Songy a balady (1969, 1970, 1989, 1990, 1996)
- Lampa (1990)
- Adventní písně a koledy (1990)
- Někdy si zpívám (1991)
- Songy a nálady (1993)
- Řeka vůní (1995)
- Bůh ví… (1996)
- Singly 1 (1996)
- Nechte zvony znít (Singly 2) (1997)
- Vánoce s Martou Kubišovou (1997)
- Dejte mi kousek louky (Singly 3) (1998)
- Modlitba (Singly 4) (1999)
- Síň slávy (1999)
- Marta Kubišová v Ungeltu (1999)
- Tajga blues (Singly 5) (2000)
- Já jsem já (2004)
- Příběh (2004)
- Vítej, lásko (2005)
- Příběh (2008, DVD)
- Zlatá šedesátá (2012, 6 CDs)
- Soul (2016)

## Filmografie
- Vysílá studio A (TV 1964–1966)
- Revue na scestí (TV 1966)
- Mučedníci lásky (1966)
- Jak se krade milión (1967)
- Píseň pro Rudolfa III. (TV 1967–1968)
- Náhrdelník melancholie (TV 1968)
- Kulhavý ďábel (1968)
- Bylo čtvrt a bude půl (1968)
- Gramohit 68 (TV 1968)
- Proudy lásku odnesou (TV 1969)
- Vražda ing. Čerta (1970)
- Eine Revue für den Thronfolger (TV 1970)
- Zvláštní bytosti (1990)
- Hodnota tváře (1992)
- Stalo se na podzim (TV 1994)
- Noční hovory s matkou (1999)
- Zpověď Ungelt (2000)
- Zdivočelá země II (2001)
- Kameňák 2 (2004)
- Pátrání po Ester (2005)